# Neukirchen (Straubing-Bogen)
Neukirchen é um município da Alemanha, situado no distrito de Straubing-Bogen, no estado da Baviera. Tem 24,45 km² de área, e sua população em 2019 foi estimada em 1.735 habitantes.